# Испано-итальянские отношения
Испано-итальянские отношения — двусторонние дипломатические отношения между Испанией и Италией в политической, экономической и иных сферах. Обе страны являются членами Европейского союза.

## Дипломатические отношения
Посольство Италии в Испании одновременно является посольством Италии в Андорре. Действует генеральное консульство Италии в Барселоне.
8 июля 2020 года председатель Совета министров Италии Джузеппе Конте с официальным визитом посетил Испанию.
18 июня 2021 года председатель Совета министров Италии Марио Драги посетил с официальным визитом Барселону.
24 сентября 2021 года министр внутренних дел Италии Лучана Ламорджезе посетила Малагу с официальным визитом.
Министр иностранных дел Испании Аранча Гонсалес Лайя посетил Италию с официальным визитом 8 сентября 2020 года.
Председатель правительства Испании Санчес посетил Италию с официальным визитом 20 октября 2020 года.
16-17 ноября 2021 года президент Италии Серджо Маттарелла совершил официальный государственный визит в Испанию.
25 ноября 2020 года состоялся межправительственный саммит в Пальма-де-Майорке.
С 1999 года проводится форум диалога между Испанией и Италией с участием представителей государства, бизнеса и гражданского общества двух стран.

## В области экономики
С 1914 года действует Итальянская торговая палата в Мадриде и Барселоне.

## В области культуры
Действуют итальянские институты культуры в Мадриде и Барселоне. Институтами осуществляются мероприятия в области культуры Италии, в том числе Неделя итальянского языка, ярмарки, показы фильмов Италии.
Осуществляется перевод итальянской литературы на испанский язык.
В Мадриде и Барселоне действуют итальянские государственные школы. Действует общество Данте Алигьери.
Действует стипендия правительства Италии для иностранных студентов с целью изучения культуры Италии.
В средних учебных заведениях Италии ведётся преподавание испанского языка.
Действует Королевская академия испанского языка в Риме, Институт Сервантеса.